# کول‌هورن
کول‌هورن (به هلندی: Kolhorn) یک منطقهٔ مسکونی در هلند است که در هولاندس کرون واقع شده‌است. کول‌هورن ۶۴۵ نفر جمعیت دارد.